# Latitudsystem
Latitudsystem är inom juridiken det system för straffens tillämpning i en strafflag, enligt vilket för varje särskilt brott inte stadgas ett bestämt, alltid lika straff, utan domaren har en viss latitud, inom vilken han äger att efter förekommande omständigheter (så kallade försvårande och förmildrande omständigheter) utmäta straffet. Än lämnas honom därvid frihet att välja mellan olika straffarter, än inskränks valet till olika straffmått inom en och samma straffart. Under det att i äldre tiders strafflagar noga bestämda straff utgjorde regel, har latitudsystemet så gott som uteslutande vunnit tillämpning. Detta gäller även med avseende på de nordiska strafflagarna. De undantag från latitudsystemets användning, som återfinns i dessa lagar, är inte många.
Latitudsystemet ger domaren möjlighet att bättre avpassa straffet efter gärningens beskaffenhet, men leder å andra sidan lätt till ojämnhet i rättstillämpningen. Av sistnämnda anledning ha strafflagarna ofta vid de särskilda brotten uppställt en mer begränsad normallatitud, och endast för exceptionellt försvårande eller förmildrande omständigheter medgett avvikelser i skärpande eller mildrande riktning. Efter förebild av fransk rätt har i åtskilliga främmande lagar en generell befogenhet i sistnämnda riktning medgetts domstolen. I allmänhet finns en tendens att öka domstolens inflytande vid straffets bestämmande genom att dels minska eller borttaga latitudernas minima vid de särskilda brotten, dels också efter engelsk förebild (Summary Jurisdiction Act, 1876) inrymma domstolen befogenhet att i särdeles lindriga fall av brottslighet låta bero vid skyldigförklarandet och bortse från straff. Å andra sidan yrkas emellertid, att för vinnande av större likformighet i tillämpningen av lagen ge domaren noggrannare direktiv för straffets bestämmande eller rent av för normala fall ange ett visst bestämt straff.